# Aminy

struktura aminu

Aminy jsou organické sloučeniny formálně odvozené od amoniaku náhradou jednoho (primární amin), dvou (sekundární amin) nebo tří (terciární amin) vodíků za alkylovou nebo arylovou skupinu. Řadí se mezi dusíkaté deriváty uhlovodíků. Aminy jsou významné biogenní sloučeniny, které se vyskytují v živých organismech jako metabolické meziprodukty, produkty, neurotransmitery (např. významná gama-butanová kyselina) atd. Při vyšší koncentraci mají toxické účinky a některé jsou až karcinogenní. Aminy jsou charakteristické svým nepříjemným zápachem.

## Aminová funkční skupina
Nesubstitovaná aminová skupina má tvar -N−IIIHI2. Na atom dusíku však mohou být navázany uhlovodíkové zbytky: -N−IIIHIR a -N−IIIR2. Podle toho, zda jsou na atom dusíku navázány jeden, dva či tři uhlovodíkové zbytky, se rozlišují primární, sekundární a terciární aminy. (Nerozhoduje tedy typ atomu uhlíku jako např. u alkoholů.)
| Primární amin    | Sekundární amin    | Terciární amin |
| ---------------- | ------------------ | -------------- |
| Primární skupina | Sekundární skupina | Aminy          |

## Vznik aminů
Aminy, jako například putrescin a kadaverin, mohou vznikat při hnití masa.
Při hnití ryb vzniká typický zápach způsobený vznikem tyraminu - rybina.
Aminy se tvoří v látkách bohatých na proteiny. Proteiny jsou exo- a endo- peptidázami rozštěpeny na aminokyseliny. Aminokyseliny jsou rozloženy enzymy dekarboxylázami na aminy a oxid uhličitý.

## Aminy jako hormony
Histamin působí také jako hormon v lidském těle. Uvolňuje se ve větším množství při alergických reakcích a způsobuje kontrakci dýchacích cest. Histamin se také vyskytuje v trichomech kopřivy a často v žihadlech bodavého hmyzu (vosa) a podílí se velkou měrou na alergické reakci.

## Reaktivita aminů
Centrem reaktivity u aminů je volný elektronový pár na dusíku. Aminy jsou dobrými nukleofily a reagují snadno s většinou elektrofilních činidel. Kromě tohoto mají i schopnost odštěpovat z kyselin proton, což znamená, že se chovají jako báze.

## Názvosloví
Sloučeniny, v nichž je aminoskupina hlavní (charakteristickou) funkční skupinou, pojmenováváme s příponou -amin, např. CH3CH2NH2 ethanamin (je možný i starší radikálově-funkční název ethylamin). Kde není hlavní skupinou, používá se předpona amino-.

## Příklady
- tyramin
- histamin
- spermin
- spermidin
- tryptamin
- anilin